# Palaeorhiza speciosa
Palaeorhiza speciosa är en biart som beskrevs av Hirashima 1981. Palaeorhiza speciosa ingår i släktet Palaeorhiza och familjen korttungebin. Inga underarter finns listade i Catalogue of Life.